# Exothyridium filippii
Exothyridium filippii är en skalbaggsart som beskrevs av Soula 2002. Exothyridium filippii ingår i släktet Exothyridium och familjen Rutelidae. Inga underarter finns listade i Catalogue of Life.